# オーストラリア準備銀行
オーストラリア準備銀行（オーストラリアじゅんびぎんこう、英語: Reserve Bank of Australia、略称：RBA）は、オーストラリア連邦の中央銀行であり、同国のオーストラリア・ドルのポリマー紙幣唯一の発券銀行である。本店はシドニーにある。

## 沿革
- 1911年: 前身のオーストラリア・コモンウェルス銀行 (CBA) が設立される。その時点では市中銀行であった。
- 1924年: 財務省 (The Department of Treasury) の発券業務を引き継ぐ。CBA には中央銀行の機能が漸次、移管されてゆく。
- 1945年: CBA の中央銀行機能が法文化される。
- 1960年: RBA が設立され、CBA の中央銀行機能が移管される。
- 1980年代: 為替管理を放棄し、変動相場制に移行する。他銀行への監督権限が加わる。
- 1988年: 他銀行への監督権限はオーストラリア金融規制局 (en:Australian Prudential Authority) に移管される。

## 総裁
- 2006年9月18日から7年の任期についているのはグレン・スティーブンズ(Glenn STEVENS)である。

なお、2007年12月に就任したケビン・ラッド首相は、オーストラリア準備銀行の独立維持を公約している。
| オーストラリア準備銀行総裁             | 任期                    |
| ミシェル・ブロック                     | 2023年9月 –             |
| フィリップ・ロウ                       | 2016年9月 – 2023年9月   |
| グレン・スティーヴンス                 | 2006年9月 – 2016年9月   |
| イアン・マクファーレン                 | 1996年9月 – 2006年9月   |
| バーニー・フレーザー                   | 1989年9月 – 1996年9月   |
| RA Johnston                            | 1982年8月 – 1989年7月   |
| HM Knight                              | 1975年7月 – 1982年8月   |
| ジョン・フィリップス                   | 1968年7月 – 1975年7月   |
| Herbert Coombs                         | 1960年1月 – 1968年7月   |
| オーストラリア・コモンウェルス銀行総裁 | 任期                    |
| Herbert Coombs                         | 1949年1月 – 1960年1月   |
| HT Armitage                            | 1941年7月 – 1948年12月  |
| H Sheehan                              | 1938年2月 – 1941年3月   |
| EC Riddle                              | 1926年10月 – 1938年2月  |
| J Kell                                 | 1924年10月 – 1926年10月 |
| DSK Miller                             | 1912年6月 – 1923年6月   |